# Upplands runinskrifter 583
Upplands runinskrifter 583 är fyra vikingatida runstensfragment av ljusröd sandsten i Karls kyrkoruin, Söderby-Karls socken och Norrtälje kommun.

## Inskriften
Translitterering av runraden:
... ...in × þi...a × eftiʀ × -...
Normalisering till runsvenska:
... [stæ]in þe[nn]a æftiʀ ...
Översättning till nusvenska:
... denna sten efter ...